# Vogrinskih 70
Vogrinskih 70 (ali tudi Vogrinskih 7deset let) je album Pihalnega orkestra Vogrsko, ki je izšel ob 70-letnici sestava v samozaložbi na glasbeni CD plošči leta 2004.

## O albumu
Album nosi naslov po istoimenski koračnici (uvodni posnetek 1), ki je bila zložena za to obletnico.
Posnet je bil v živo na slavnostnem koncertu ob 70-letnici orkestra 27. aprila 2002 v veliki dvorani Primorskega dramskega gledališča v Novi Gorici (posnetki 1, 2, 4, 5, 6, 7, 8, 14 in 15) in 25. marca 2003 v dvorani Zveze kulturnih organizacij v Novi Gorici (posnetki 3, 9, 10, 11, 12 in 13).
Anekdoto (posnetek 16) je posnel Jožko Fornazarič 28. decembra 2001 v Zadružnem domu na Vogrskem.

## Seznam posnetkov
| CD              | CD                                                  | CD                   | CD                     | CD              | CD      |
| Št.             | Naslov                                              | Besedilo             | Glasba                 | Priredba        | Dolžina |
| --------------- | --------------------------------------------------- | -------------------- | ---------------------- | --------------- | ------- |
| 1.              | „Vogrinskih 70‟                                     |                      | S. Marvin              | V. Štrucl       | 2:08    |
| 2.              | „Mirna‟                                             |                      | F. Žižmond             |                 | 4:07    |
| 3.              | „Europa Mars‟                                       |                      | R. Allmend (K. Vlak)   |                 | 3:04    |
| 4.              | „Festival Overture‟                                 |                      | H. van der Heide       |                 | 6:10    |
| 5.              | „Conquest of Paradise‟                              | Vangelis             | Vangelis               | W. Kornmeier    | 4:40    |
| 6.              | „ŠTIRI SKLADBE ZA PIHALNI ORKESTER: 2. Poskočnica‟  |                      | V. Štrucl              |                 | 1:42    |
| 7.              | „ŠTIRI SKLADBE ZA PIHALNI ORKESTER: 4. Veselje‟     |                      |                        |                 | 1:58    |
| 8.              | „Slovanija‟                                         |                      | D. Brecelj             | T. Juvan        | 2:38    |
| 9.              | „Baby Elephan Walk‟                                 |                      | H. Mancini             | J. Moss         | 2:54    |
| 10.             | „Just a Gigolo / I Ain't Got Nobody‟                |                      | L. Casucci             | H. Kolasch      | 3:24    |
| 11.             | „La Bonita‟ (samba)                                 |                      | W. Schneider-Argenbühl | S. McMillan     | 2:05    |
| 12.             | „My Bonny‟ (cha-cha)                                |                      |                        | D. Armitage     | 2:15    |
| 13.             | „Time to Say Goodbye / Con te partirò‟              |                      | F. Sartori             | F. Watz         | 3:58    |
| 14.             | „Born to Rock‟ (predstavitev sekcij)                |                      |                        | V. Lopez        | 11:55   |
| 15.             | „Tratata, zdaj igra naša muzika BIS: Vogrinskih 70‟ | F. Milčinski – Ježek | B. Adamič              | V. Marković     | 5:34    |
| 16.             | „Zdej s'm se zmislu še adnu...‟                     | Benjemin in veterani |                        |                 | 0:30    |
| Skupna dolžina: | Skupna dolžina:                                     | Skupna dolžina:      | Skupna dolžina:        | Skupna dolžina: | 59:55   |

## Sodelujoči

### Pihalni orkester Vogrsko
- Tomaž Škamperle – dirigent

### Primorski akademski zbor Vinko Vodopivec
poje na posnetkih: 5, 8 in 15
- Gregor Klančič – zborovodja

### Moški zbor »Lijak«Vogrsko
poje na posnetkih: 5, 8 in 15
- Marij Pavlica – zborovodja

### Vokalna skupina Prijátli iz Sela
poje na posnetkih: 5, 8 in 15
- Rok Bavčar – umetniški vodja

### Solisti
- Klemen Podgornik – tenorski saksofon na posnetku 10
- Matija Mlakar – pozavna na posnetku 12
- Renato Horvat – predstavitev sekcij orkestra na posnetku 14

### Produkcija
- Dominik Krt – tonski mojster, producent
- Goran Krmac – producent
- Tomaž Škamperle – producent
- Dream studio Krt – tehnična obdelava in masterizacija
- Racman AVS – tisk in izdelava